# Gustave Émile Boissonade
Pour les articles homonymes, voir Boissonade et Fontarabie (homonymie).

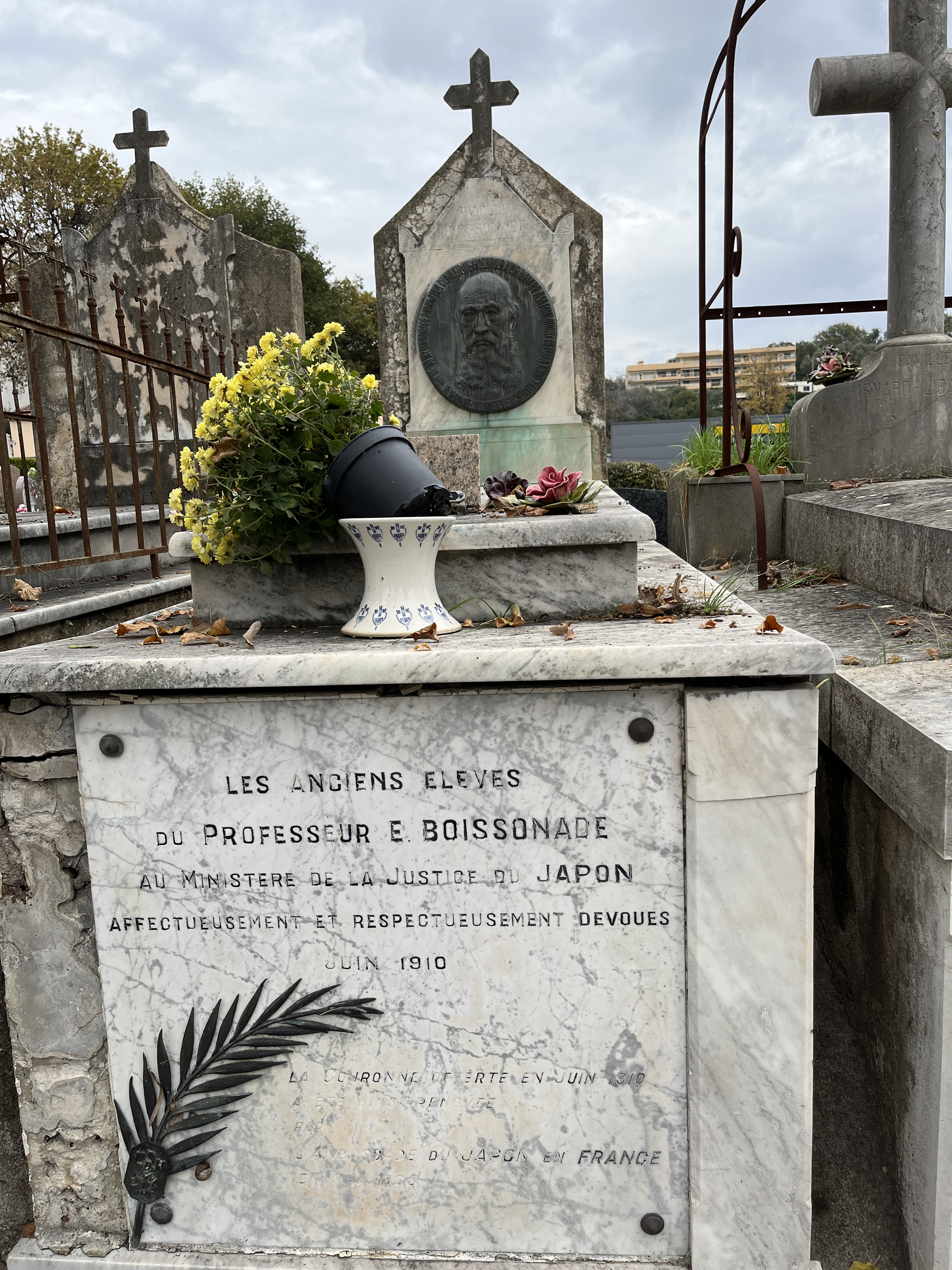
Tombe de Gustave Émile Boissonade au cimetière Rabiac à Antibes (Alpes-Maritimes).

Gustave Émile Boissonade de Fontarabie (né le 7 juin 1825 à Vincennes - mort le 27 juin 1910 à Antibes (Alpes-Maritimes) est un juriste français, qui fut, depuis 1873 jusqu'à 1895, un conseiller-juriste du ministère de la Justice du Japon. Il y apporta une contribution importante à la nouvelle codification des lois modernes et à l'enseignement du droit.

## Biographie
Fils de Jean François Boissonade de Fontarabie et de Marie Rose Angélique Bontry, Gustave Émile Boissonade est né à Vincennes le 7 juin 1825. Il a reçu le titre de docteur en droit de la faculté de Paris en 1852. Agrégé en 1864, il a été professeur adjoint à la faculté de droit de l'université de Grenoble jusqu'en 1867.
En 1873, alors que Boissonade était chargé de quelques cours à la faculté de droit de Paris, Hisanobu Samejima, ministre du Japon à Paris, lui propose de se rendre au Japon pour moderniser et perfectionner le système juridique. En effet, à cette époque, le nouveau gouvernement de Meiji devait accélérer son grand projet de modernisation du pays.

## Activités au Japon

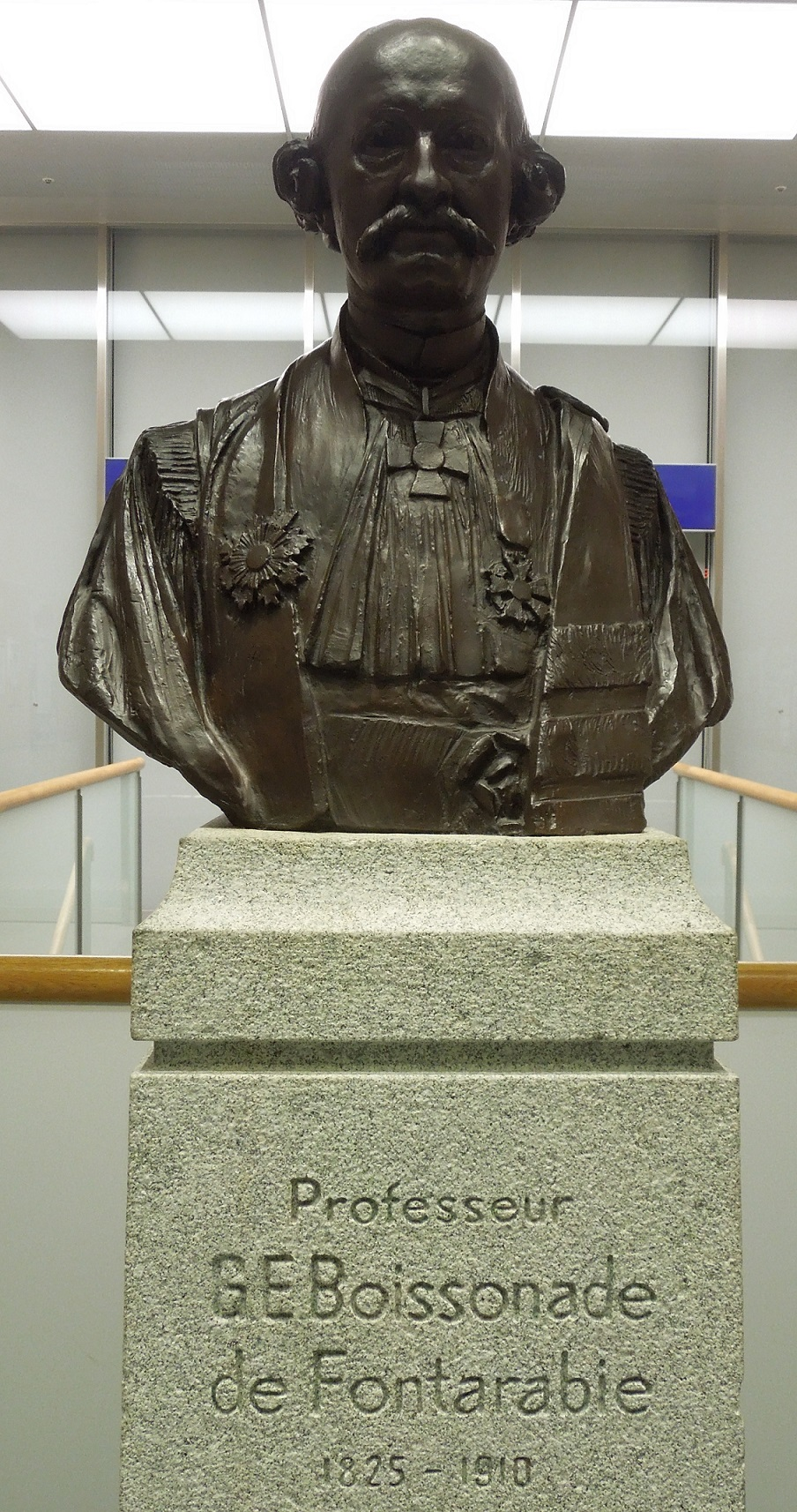
Buste de Boissonade
(université Hōsei).

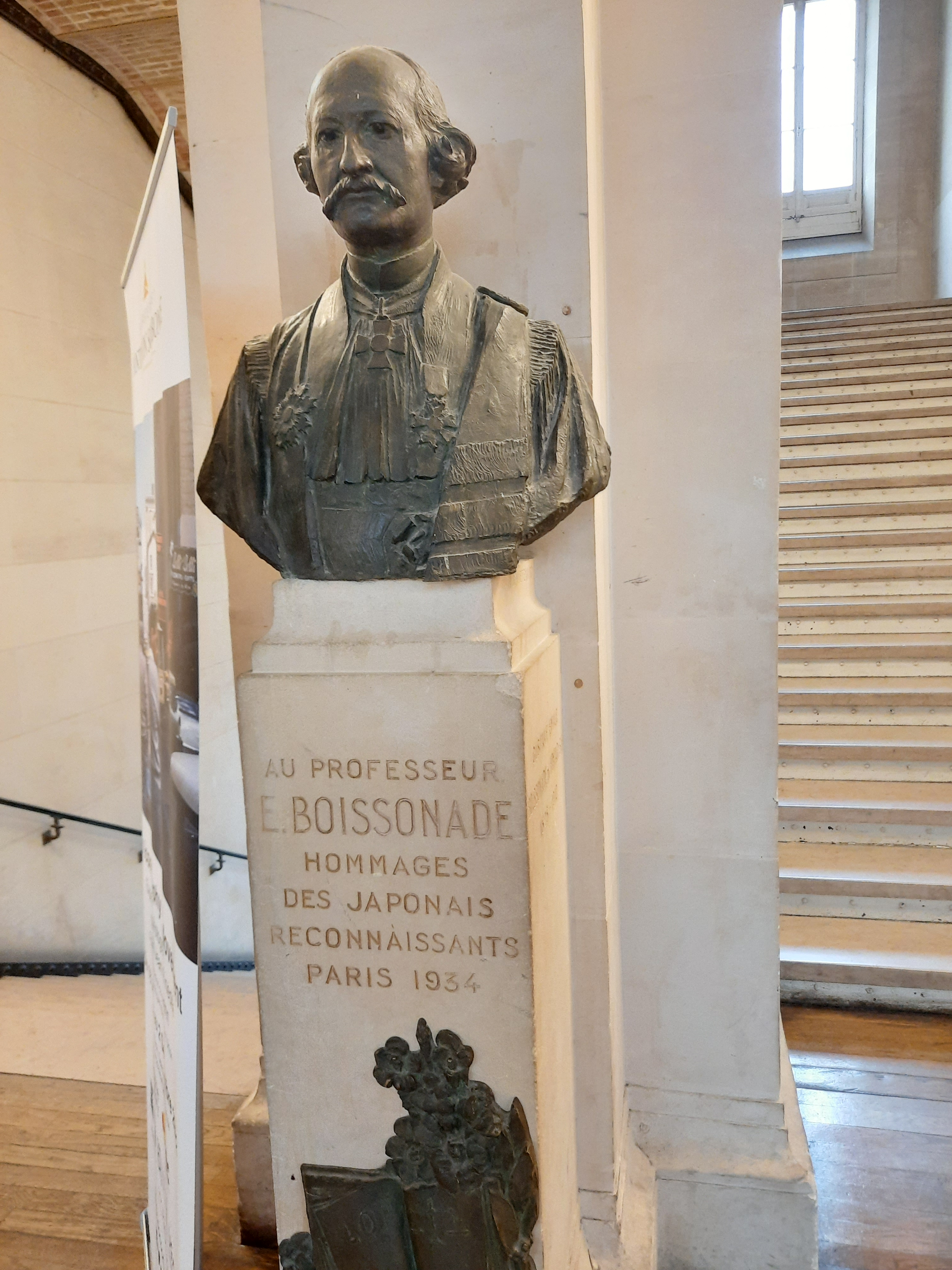
Buste de Boissonade dans la faculté de droit de Paris.

Se séparant de sa femme et de ses enfants, Boissonade part pour le Japon et y vivra plus de vingt ans : il accepte tout d'abord un engagement d'une durée de trois années. Cet engagement sera renouvelé à plusieurs reprises, jusqu'en 1895. De 1875 à 1879, il rédige en français le code pénal et le code de procédure criminelle, qui seront promulgués, après traduction en japonais et discussion au Sénat.
La réforme des institutions judiciaires commence dès 1870 au Japon, sous le gouvernement de l'empereur Meiji. Une école de droit est fondée où, le premier, George Bousquet un juriste français viendra enseigner de 1871 à 1876. Lorsqu'en 1873 le gouvernement japonais veut engager un conseiller juridique chargé de la préparation des nouveaux codes, Boissonade est choisi parmi de nombreux candidats. Se consacrant à la rédaction d'un Code civil, promulgué en 1880, d'un Code pénal et d'un Code de procédure criminelle, terminés en 1877, ces deux codes furent promulgués en 1882, dans un pays où n'existait qu'un droit coutumier, Boissonade fit preuve d'un don d'observation exemplaire.
À partir de 1879, Boissonade s'est engagé dans la rédaction du projet de code civil qui s'achèvera en 1890 composé de deux parties : Boissonade choisit de s'occuper de la question des biens, tandis que les confrères japonais traitaient des personnes et du droit de succession. Les dix années de ses travaux se heurtent à une vive opposition de la part des nationalistes et la mise en vigueur prévue pour janvier 1893 fut ajournée. Le code civil « Boissonade » fut révisé en mars 1893 par une commission extra-parlementaire, et retravaillé par des juristes japonais suivant le modèle du code civil prussien. Mais malgré cette inspiration prussienne, il n'en demeure pas moins que la grande partie du travail de Boissonade est conservée.
Parallèlement à ses travaux, Boissonade consacre ses efforts à l'enseignement du droit moderne. Ses cours sont faits à l'École spéciale du droit français du ministère de la Justice (intégrée à la faculté de droit de l'université impériale de Tokyo, future université de Tokyo) ainsi que dans les deux écoles privées, qui deviendront respectivement l'université Meiji et l'université Hōsei. Cette dernière accueillit Boissonade comme sous-directeur. La tour Boissonade se dresse maintenant dans son campus d'Ichigaya.
Gustave Émile Boissonnade, ex-conseiller légiste du gouvernement japonais, est président d'honneur de la Société franco-japonaise de Paris dont Louis Émile Bertin est le président et Émile Guimet le vice-président.
Après son retour en France (1895), il se retire à Antibes et y meurt en 1910.
Le gouvernement japonais fait fondre plusieurs bustes en son honneur. L'un d'entre eux se trouve à l'université Hōsei au Japon. En 1934, un de ces bustes est offert à la faculté de droit de Paris où il est toujours visible. L'ambassade du Japon en France y organise quelquefois des cérémonies pour commémorer l'œuvre de Boissonade.

## Décorations
- Grand Officier de l'ordre du Soleil levant (Japon, 1876)
- Officier de l'Instruction publique (France, 1877)
- Chevalier de l'ordre de Léopold (Belgique, 1879)
- Commandeur de l'ordre de la Couronne d'Italie (Italie, 1882)
- Grand-croix de l'ordre du Trésor sacré (Japon, 1887)
- Chevalier de la Légion d'honneur (France, 1881)[3]
- Médaille commémorative de la promulgation de la Constitution (Japon, 1889)
- Commandeur de l'ordre de la Couronne (Roumanie, 1890)